# Щокерау
Щокерау (на немски: Stockerau) е град в Австрия, провинция Долна Австрия.

## История
Католическият светец Коломан, известен и като Коломан от Щокерау и Коломан от Мелк, национален покровител на Австрия и на пътешествениците, е починал в града. Почитан е като покровител на гр. Щокерау.
По време на Втората световна война градът е защитаван, включително и по въздуха, от 1-ва българска СС противотанкова бригада срещу 46-а армия от 3-ти украински фронт
- Уличка с кулата на главната църква
- Щокерау